# NGC 5677
NGC 5677 је спирална галаксија у сазвежђу Волар која се налази на NGC листи објеката дубоког неба.
Деклинација објекта је + 25° 28' 6" а ректасцензија 14h 34m 12,6s. Привидна величина (магнитуда) објекта NGC 5677 износи 13,9 а фотографска магнитуда 14,7. NGC 5677 је још познат и под ознакама UGC 9378, MCG 4-34-46, CGCG 133-88, KUG 1431+256, IRAS 14319+2541, PGC 52072.